# László Berti
László Berti, född 24 juni 1875 i Budapest, död 23 juni 1952 i Budapest, var en ungersk fäktare.
Berti blev olympisk guldmedaljör i sabel vid sommarspelen 1912 i Stockholm.